# Prêmio El Heraldo
El Heraldo é um programa anual produzido pela Televisa e pela revista El Heraldo de México, onde são premiados destaques de rádio, televisão, cinema, música e esporte. É considerado o prêmio mais importante do mundo artístico mexicano.